# Lily Niber Lawrence
Lily Niber Lawrence (* 23. Juni 1997) ist eine ghanaische Fußballspielerin.

## Karriere
Niber Lawrence besuchte die Diabene Senior High Technical School in Sekondi. Seit 2011 war die beidfüßige Flügelspielerin für die Hasaacas Ladies aktiv und gewann mit dem Verein 2012, 2013, 2014 und 2019 insgesamt viermal die ghanaische Fußballmeisterschaft. Im September 2019 wurde Niber Lawrence für ein Jahr an den spanischen Drittligisten Extremadura UD Femenino verliehen.
Mit den „Black Maidens“ gewann Niber Lawrence Bronze bei der U-17-Weltmeisterschaft 2012 und schied bei der Weltmeisterschaft zwei Jahre später im Viertelfinale aus. Bei der U-20-Weltmeisterschaft 2016 kam sie mit den „Black Princesses“ nicht über die Vorrunde hinaus. Für die A-Nationalmannschaft („Black Queens“) debütierte Niber Lawrence am 23. Oktober 2017 im Freundschaftsspiel gegen Frankreich (0:8). Im November 2018 stand sie im ghanaischen Aufgebot bei der Afrikameisterschaft im eigenen Land.
Die 157 Zentimeter große und 52 Kilogramm schwere Niber Lawrence spricht Englisch, Twi und Dagarti.